# ハプログループCT (Y染色体)

ハプログループCT (Y染色体)とは、父系で遺伝するY染色体の特定のSNPを持つ集団（Y染色体ハプログループ）のうち「M168」のSNPを持つ集団のことである。一部のアフリカ人以外の総ての人類共通祖先の男性のY染色体の型である。ユーラシアン・アダムとも呼ばれる。

## 概要
ハプログループCTは、初期に分岐したアフリカ人の系統以外の総ての人類の父系の共通祖先の男性のY染色体のDNA塩基配列のSNP（一塩基多型）であり、このSNPを有する人々（ハプログループ）の名称である。
旧約聖書に出てくる人類共通祖の「アダム」という男性になぞらえて、通称「ユーラシアン・アダム（ユーラシア大陸に於けるY染色体アダム）」と呼ばれているが、ユーラシア大陸のみならず、南北アメリカ大陸や、オーストラリア大陸、アフリカ大陸に住む、ネグロイド(E系統)、コーカソイド、オーストラロイド、モンゴロイドの総ての共通祖先となる男性である。

## 発生

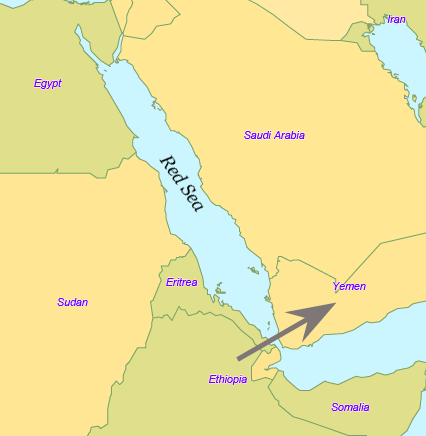
出アフリカ

ハプログループCTを定義づける変異「M168」は、今より6万年から7万9000年前頃にエチオピアからスーダンの辺りにいた1人の男性に生じた。Y染色体上のDNA塩基配列の変異「M168」を、一部のアフリカ人以外の全人類の男性は受け継いでいる。これは、アフリカ人の一部のハプログループ「A系統」と「B系統」はそれ以前に、分岐した種族であることを示している。
その後、ハプログループCTの子孫のうちDE系統の一部（アフリカ東部に留まった残りの一部はE系統となった）およびCF（C系統やI系統、J系統、N系統、O系統、R系統、Q系統の祖形）は気候の変動に従い、アフリカ大陸の東部、現在のジブチからエリトリアの辺りから紅海（バブ・エル・マンデブ海峡）を渡って、現在のイエメン南部に到達し、出アフリカを果たした。この子孫たちはサハラ砂漠以南以外の全世界に伝播し繁殖していったと思われる。